# 山縣昌重
山縣 昌重（山県）（やまがた まさしげ）は、安土桃山時代から江戸時代前期にかけての武将。山縣昌景の子。諱は正重ともいわれる。

## 生涯
武田信玄の重臣として名高い山縣昌景の次男（一説に五男）として生まれる（『諸系譜』）。
不遇により塙団右衛門に家老（『武家閑談』）として仕え、大坂の陣が始まると塙団右衛門に従って近江路より引き返し大坂城に入城した。
慶長19年12月17日、本町橋の夜討ちに参加。抜け駆けした二宮長範に続いて二番目に橋を渡り、一番首を挙げた（『金万家文書』）。夜討二十三士に列せられ、同日朝、大野治長、木村重成より呼び出され、千畳御屋敷にて豊臣秀頼から引出物として竹流の黄金を拝領した（『石母田文書』、『大坂夜討事』）。
慶長20年4月29日、団右衛門が属する大野治房の軍勢数万騎が徳川方・浅野長晟を討つため大坂より出陣。昌重はこの時、30人を預かり樫井にて長晟の先手と交戦した（樫井の戦い）。団右衛門と岡部則綱が先手を競い合い突出した結果、治房本隊との連携が取れない状況のなかでの戦闘となったが、組下の者を従え奮戦し、上田重安とその家来である横関新三郎、横井平左衛門なる者と槍を合わせ、一時は重安を追い込むも主君を救わんと駆けつけた平左衛門に斬られ、新三郎に首を取られた。
なお、昌重の首は4月30日、関市兵衛、寺川庄左衛門により二条城へ送致された（『武家閑談』）。紀伊国加太浦から塙団右衛門、蘆田作内、横井治左衛門、山内権三郎、須藤忠右衛門、熊谷忠太夫、徳永浅右衛門、坂田庄三郎、山縣三郎右衛門など、兜首を含む12級が戦況報告と共に船で送られたという（『駿府記』、『武家閑談』、『大坂御陣覚書』）。